# Gossypiboma
Col termine gossypiboma (parola bilingue derivata dal latino gossipium -cotone- e dallo kiswahili boma -sede dell'occultamento-) si indica la derelizione di garza chirurgica nel corso di un intervento operatorio.
Esso costituisce una complicanza di quasi tutte le procedure chirurgiche, è conosciuto anche come textilomas ed è segnalato in corso di chirurgia cardio-polmonare, laparatomie esplorative, interventi ginecologici, neuro-chirurgici ed ortopedici.
La reale incidenza del gossypiboma non è nota, ma sembra oscillare secondo le statistiche tra 1 su 100 e 1 su 3.000 di tutti gli interventi chirurgici e 1 su 100/1500 delle operazioni addominali.
Il corpo estraneo ritenuto nella cavità addominale può stimolare una reazione infiammatoria asettica fibrinosa, ovvero una risposta essudativa con esito in un ascesso, con o senza infezione batterica e formazione di fistola viscerale o cutanea.
Le complicanze settiche possono essere gravissime e condurre a morte il paziente.